# 西南鐵路公司
西南鐵路公司（South Western Railway，SWR）是英國的一家鐵路客運公司，由第一集團（70%）和港鐵公司（30%）所有。西南鐵路運行自倫敦滑鐵盧車站前往倫敦西南部的通勤列車，以及倫敦前往薩里郡、漢普郡、多塞特郡、德文郡、森麻實郡、伯克郡、威爾特郡的列車。西南鐵路在2017年3月獲得這一地區的經營權。
2024年底，英國政府宣布不再與西南鐵路公司續約，經營權於2025年5月24日到期。
2025年5月25日，西南鐵路由英國交通部直接運營。

## 幹線運輸
西南鐵路公司有四條幹線路線。
- 西南幹線（South Western Main Line ，SWML）由倫敦滑鐵盧車站至韋茅斯，經過沃金、貝辛斯托克、溫徹斯特、南安普敦、伯恩茅斯、普爾與多切斯特。幾乎所有列車都以倫敦滑鐵盧車站為端點站，普通列車終點站最遠是貝辛斯托克，半快速列車終點是南安普敦與普爾，特快車終點站是韋茅斯。也有列車開往樸茨茅斯，這些列車是在伊斯特利分歧而出，經由伊斯特利－法納姆線與西海岸線（West Coastway Line），開往樸茨茅斯港站。英國縱貫鐵路也有列車行經本線的貝辛斯托克、南安普敦、伯恩茅斯之間；[8] 這些列車通常是來往於曼徹斯特或紐卡索。[9]
- 樸茨茅斯直達線（Portsmouth Direct Line，PDL) 由倫敦滑鐵盧車站到樸茨茅斯，於沃金從西南幹線分歧而出，經過基爾福、 黑斯爾米爾、彼得斯菲爾德與哈文特。本線所有客運列車都由西南鐵路營運，於倫敦與樸茨茅斯之間有快速與半快速列車行駛，倫敦與黑斯爾米爾之間則有半快速列車行駛。
- 西英格蘭幹線（West of England Main Line，WEML）是唯一未完全電氣化的幹線。[10] 由倫敦滑鐵盧車站至埃克塞特St. Davis車站，在貝辛斯托克與西南幹線分歧， 經由 安德沃、索爾茲伯里、吉林漢姆 、約維爾。本線列車皆由西南鐵路營運，大多數列車行駛區間為倫敦與索爾茲伯里或埃克塞特。但尖峰時間有些班車的終點站是本線的中途各站，例如吉林漢姆與安德沃，而且尖峰時間也有班車換線經由威塞克斯幹線行駛到布里斯托聖殿草地車站。夏季周六有列車於約維爾分歧，行駛布里斯托－韋茅斯線（Heart of Wessex Line）至韋茅斯。
- 奧爾頓線（Alton Line）由倫敦滑鐵盧車站到奧爾頓，於布魯克伍德（Brookwood，剛過沃金不遠）與西南幹線分歧，經過奧爾德肖特與法納姆。這是本公司四條主線鐵路中最短的，有時被視為遠郊區路線（但售票系統中被歸為幹線）。班車通常行駛於倫敦到奧爾頓的全程，有些列車終點站是法納姆。

離峰時間每小時有14班幹線列車離開倫敦滑鐵盧車站，尖峰時間班次更多。 大部分列車使用英國鐵路444型或450型電聯車，但未電氣化的西英格蘭幹線，使用英國鐵路158型或159型柴聯車，而在奧爾頓線偶爾會有458型電聯車行駛。

## 外部連結
- 官方网站

| 前任者： 西南列車 | 西南專營權營辦商 2017–2025 | 繼任者： 英國交通部 |